# Anette Sagen
Anette Sagen (Mosjøen, 10 de enero de 1985) es una deportista noruega que compitió en salto en esquí. Ganó una medalla de bronce en el Campeonato Mundial de Esquí Nórdico de 2009, en la prueba de trampolín normal individual.

## Palmarés internacional
| Campeonato Mundial | Campeonato Mundial        | Campeonato Mundial | Campeonato Mundial |
| Año                | Lugar                     | Medalla            | Prueba             |
| ------------------ | ------------------------- | ------------------ | ------------------ |
| 2009               | Liberec (República Checa) | Medalla de bronce  | TN individual      |